# ストライダーズ
株式会社ストライダーズ（英: Striders Corporation）は、東京都港区に本社を置く投資事業を展開する会社とそのグループ。

## 概要
創業時はパソコン周辺機器の販売を行っていた。かつてはMP3プレイヤー販売、０円パソコン、PCのパーツ等の販売も手掛けていた。
現在は不動産管理業（トラストアドバイザーズ）、ホテル（成田ゲートウェイホテル、倉敷ロイヤルアートホテル）の事業が中心。
その他、海外の企業との業務提携などを手掛けている。

## 沿革
- 1965年（昭和40年）2月4日 - リース事務機として設立。
- 1977年（昭和52年）2月 - 株式会社リース電子に商号変更。
- 1991年（平成3年）2月 - 株式を店頭公開。
- 1998年（平成10年）7月 - 株式会社バーテックスリンクに商号変更。
- 2004年（平成16年）2月 - バーテックスリンクインベストメンツを設立。
- 2005年（平成17年）
  - 2月 - 企業再生支援事業を行うブイ・エル・アールを設立。
  - 10月 - バーテックスリンク インベストメンツの商号をVLIに変更。
- 2007年（平成19年）7月 - 大韓民国の消費者金融業者 Your Capital Co., Limitedの株式を取得し、連結子会社化。
- 2008年（平成20年）5月 - ブイ・エル・アールの商号をM&Aグローバル・パートナーズに変更。
- 2009年（平成21年）2月 - エスグラント・アドバイザーズを連結子会社化し、商号をトラストアドバイザーズに変更。
- 2010年（平成22年）7月 - 現商号（株式会社ストライダーズ）に変更。
- 2011年（平成23年）5月 - Your Capital Co., Limited（韓国）の全株式を譲渡。
- 2012年（平成24年）
  - 3月 - モバイルリンクの株式取得及び第三者割当増資の引受により連結子会社化。
  - 5月 - 増田製麺の株式を取得し、連結子会社化。
  - 12月 - グローバルホールディングスを設立。
- 2013年（平成25年）3月 - グローバルホールディングスが成田ポートホテルを取得。同時に同ホテルを運営するイシン・ナリタオオヤマ・オペレーションズを連結子会社化、成田ゲートウェイホテルに商号変更。
- 2014年（平成26年）
  - 3月 - 賃貸マンションの家賃保証業務を行うことを目的に、株式会社東京アパートメント保証を設立。
  - 6月 - ロテルド倉敷株式会社より株式取得、株式会社倉敷ロイヤルアートホテルに商号変更し、ホテル名「日航倉敷ホテル」を2014年10月1日より「倉敷ロイヤルアートホテル」変更。
  - 8月 - Asia Capital　PLCとカジノ関係のコンサルティング業務について業務提携。
- 2015年（平成27年）
  - 3月 - 子会社のモバイルリンクがストライダーズからの増資及びモバイルリンクと台湾の新誼整合科技股份有限公司が車載端末の製造、販売を目的とした合弁会社を設立(新光行動聯網股份有限公司（英文名 Shin-Kong Mobilelink co., Ltd.）)
  - 3月 - タイ王国における「ビジネスクラブ」の共同運営及びKU DE TA(Thailand) Company Limitedとの業務提携
  - 4月 - スリランカにおいてAsia Capital　PLCと証券事業関連の合弁会社を設立。
- 2017年（平成29年）4月 - 株式会社トラストアドバイザーズが株式会社ReLiveを設立。
- 2018年（平成30年）1月 - 株式会社みらい知的財産技術研究所の株式の一部を取得し、持分法適用関連会社化。

## 関連会社
- 不動産事業
  - トラストアドバイザーズ
    - ReLive

  - 東京アパートメント保証
- ホテル事業
  - グローバルホールディングス
  - 成田ゲートウェイホテル
  - 倉敷ロイヤルアートホテル
- その他の事業
  - モバイルリンク
  - 増田製麺
  - M&Aグローバル・パートナーズ
  - みらい知的財産技術研究所
  - アマガサ
- 海外事業
  - PT. Citra Surya Komunikasi（インドネシア）